# Campeonato de División Intermedia 1919 (Argentina)
El Campeonato de División Intermedia 1919 fue el torneo que constituyó la vigésima primera temporada de la segunda división de Argentina en la era amateur.
Los nuevos participantes fueron: Argentino de Quilmes, descendido de Primera División; San Fernando, campeón de Segunda División; Atlético del Plata, Boca Alumni, Villa Real, Alvear, Nueva Chicago, Avellaneda y Wilde, ganadores de sus respectivas secciones; y Barracas Juniors y Belgrano, promovidos de la misma división. Por su parte, Ferro Carril Oeste, descendido de Primera División, se desafilió de la Asociación Argentina para luego afiliarse a la División Intermedia de la Asociación Amateurs del mismo año.
El torneo tuvo un desarrollo irregular hasta que a mediados de septiembre, motivada por irregularidades en los principales torneos, ocurrió una nueva escisión en el fútbol argentino. El torneo fue momentáneamente suspendido y la Asociación resolvió la expulsión de Vélez Sarsfield y Barracas Central, y la desafiliación de Quilmes y Sp. Buenos Aires. Los cuatro equipos se afiliaron a la Asociación Amateurs, siendo el primero promovido a Primera División, mientras los otros tres fueron incorporados a la División Intermedia. Luego se reanudó y completó la disputa del torneo. 
Se consagró campeón a Banfield tras vencer por 3 a 0 a Del Plata en la final. Además de los finalistas, el semifinalista Palermo y los segundos puestos de cada sección, Sportivo del Norte, Nueva Chicago y Lanús, ascendieron a Primera División.
Por su parte, el torneo de la Asociación Amateurs fue ganado por el Barracas Central.

## Ascensos y descensos
| Pos.  | Ascendidos a Primera División 1919 |
| ----- | ---------------------------------- |
| 1.°   | Eureka                             |
| Prom. | Almagro                            |

| Pos.  | Ascendidos de Segunda División 1918 |
| ----- | ----------------------------------- |
| 1.°   | San Fernando                        |
| ZO    | Del Plata                           |
| ZS    | Boca Alumni                         |
| ZN    | Villa Real                          |
| ZN    | Alvear                              |
| ZO    | Nueva Chicago                       |
| ZS    | Sp. Avellaneda                      |
| ZS    | Barracas Juniors                    |
| ZS    | Wilde                               |
| Prom. | Belgrano                            |

| Pos. | Descendidos de Primera División 1918 |
| ---- | ------------------------------------ |
| 19.° | Ferro Carril Oeste                   |
| 20.° | Argentino de Quilmes                 |

| Desafiliados     |
| ---------------- |
| Burzaco          |
| General Belgrano |
| Victoria         |

El número de equipos aumentó a 28.

## Sistema de disputa
El torneo emergente dividió a los 28 equipos en tres zonas, una de 10 y las otras dos de 9, que se disputaron por el sistema de todos contra todos, a dos ruedas. Los ganadores de cada zona se enfrentaron en un triangular en cancha neutral para definir al campeón.

## Tabla de posiciones

### Zona Sud
| Pos. | Equipo               | Pts. | PJ | PG | PE | PP | GF | GC | Dif. |
| ---- | -------------------- | ---- | -- | -- | -- | -- | -- | -- | ---- |
| 1.º  | Banfield             | 28   | 16 | 13 | 2  | 1  | 0  | 0  | 0    |
| 2.º  | Lanús                | 21   | 16 | 8  | 5  | 3  | 0  | 0  | 0    |
| 3.º  | Argentino de Quilmes | 19   | 16 | 9  | 1  | 6  | 0  | 0  | 0    |
| 4.º  | Wilde                | 14   | 16 | 6  | 2  | 8  | 0  | 0  | 0    |
| 5.º  | Progresista          | 12   | 16 | 5  | 2  | 9  | 0  | 0  | 0    |
| 6.º  | Boca Alumni          | 11   | 16 | 4  | 3  | 9  | 0  | 0  | 0    |
| 7.º  | Barracas Juniors     | 10   | 16 | 5  | 0  | 11 | 0  | 0  | 0    |
| —    | Quilmes              | 0    | 0  | 0  | 0  | 0  | 0  | 0  | 0    |
| —    | Sp. Buenos Aires     | 0    | 0  | 0  | 0  | 0  | 0  | 0  | 0    |

|  | Ascendió a Primera División. Clasificó para definir el campeón de la categoría. |
|  | Ascendió a Primera División.                                                    |
|  |                                                                                 |
|  | Fueron desafiliados en el transcurso del torneo.                                |

### Zona Norte
| Pos. | Equipo             | Pts. | PJ | PG | PE | PP | GF | GC | Dif. |
| ---- | ------------------ | ---- | -- | -- | -- | -- | -- | -- | ---- |
| 1.º  | Palermo            | 30   | 18 | 13 | 4  | 1  | 0  | 0  | 0    |
| 2.º  | Sportivo Del Norte | 28   | 18 | 11 | 6  | 1  | 0  | 0  | 0    |
| 3.º  | Sportivo Palermo   | 24   | 18 | 10 | 4  | 4  | 0  | 0  | 0    |
| 4.º  | Germinal           | 22   | 18 | 10 | 2  | 6  | 0  | 0  | 0    |
| 5.º  | Excursionistas     | 22   | 18 | 11 | 0  | 7  | 0  | 0  | 0    |
| 6.º  | Gimnasia y Esgrima | 17   | 18 | 6  | 5  | 7  | 0  | 0  | 0    |
| 7.º  | San Fernando       | 17   | 18 | 7  | 3  | 8  | 0  | 0  | 0    |
| 8.º  | Alvear             | 13   | 18 | 6  | 1  | 11 | 0  | 0  | 0    |
| 9.º  | Villa Real         | 7    | 18 | 2  | 3  | 13 | 0  | 0  | 0    |
| 10.º | Belgrano           | 0    | 18 | 0  | 0  | 18 | 0  | 0  | 0    |

|  | Ascendió a Primera División. Clasificó para definir el campeón de la categoría. |
|  | Ascendió a Primera División.                                                    |
|  |                                                                                 |

### Zona Oeste
| Pos. | Equipo             | Pts. | PJ | PG | PE | PP | GF | GC | Dif. |
| ---- | ------------------ | ---- | -- | -- | -- | -- | -- | -- | ---- |
| 1.º  | Del Plata          | 22   | 16 | 9  | 4  | 3  | 0  | 0  | 0    |
| 2.º  | Nueva Chicago      | 21   | 16 | 10 | 1  | 5  | 0  | 0  | 0    |
| 3.º  | All Boys           | 18   | 16 | 8  | 2  | 6  | 0  | 0  | 0    |
| 4.º  | Argentinos Juniors | 16   | 16 | 5  | 6  | 5  | 0  | 0  | 0    |
| 5.º  | San Telmo          | 14   | 16 | 6  | 2  | 8  | 0  | 0  | 0    |
| 6.º  | Sp. Avellaneda     | 11   | 16 | 3  | 5  | 8  | 0  | 0  | 0    |
| 7.º  | Piñeyro            | 0    | 16 | 0  | 0  | 16 | 0  | 0  | 0    |
| —    | Vélez Sarsfield    | 0    | 0  | 0  | 0  | 0  | 0  | 0  | 0    |
| —    | Barracas Central   | 0    | 0  | 0  | 0  | 0  | 0  | 0  | 0    |

|  | Ascendió a Primera División. Clasificó para definir el campeón de la categoría. |
|  | Ascendió a Primera División.                                                    |
|  |                                                                                 |
|  | Fueron desafiliados en el transcurso del torneo.                                |

- Tabla de posiciones de la Zona Oeste antes de las desafiliaciones de Vélez Sarsfield y Barracas Central:

| Pos. | Equipo             | Pts. | PJ | PG | PE | PP | GF | GC | Dif. |
| ---- | ------------------ | ---- | -- | -- | -- | -- | -- | -- | ---- |
| 1.º  | Vélez Sarsfield    | 23   | 16 | 9  | 5  | 2  | 0  | 0  | 0    |
| 2.º  | Del Plata          | 20   | 13 | 8  | 4  | 1  | 0  | 0  | 0    |
| 3.º  | Barracas Central   | 19   | 14 | 7  | 5  | 2  | 0  | 0  | 0    |
| 4.º  | All Boys           | 14   | 14 | 6  | 2  | 6  | 0  | 0  | 0    |
| 5.º  | Nueva Chicago      | 13   | 12 | 6  | 1  | 5  | 0  | 0  | 0    |
| 6.º  | San Telmo          | 12   | 13 | 5  | 2  | 6  | 0  | 0  | 0    |
| 7.º  | Argentinos Juniors | 12   | 12 | 3  | 6  | 3  | 0  | 0  | 0    |
| 8.º  | Avellaneda         | 9    | 16 | 2  | 5  | 9  | 0  | 0  | 0    |
| 9.º  | Piñeyro            | 0    | 16 | 0  | 0  | 16 | 0  | 0  | 0    |

## Fase final
Los ganadores de cada zona, Banfield, Del Plata y Palermo, se enfrentaron a eliminación directa en cancha neutral para definir al campeón del torneo.
|  | Semifinales | Semifinales | Semifinales |           |          | Final    | Final | Final |  |
|  |             |             |             |           |          |          |       |       |  |
|  |             |             |             |           |          |          |       |       |  |
|  | 1           | Banfield    | 1           |           |          |          |       |       |  |
|  | 1           | Banfield    | 1           |           |          |          |       |       |  |
|  | 4           | Palermo     | 0           |           |          |          |       |       |  |
|  | 4           | Palermo     | 0           |           | Banfield | Banfield | 3     |       |  |
|  |             |             |             |           | Banfield | Banfield | 3     |       |  |
|  |             |             | Del Plata   | Del Plata | 0        |          |       |       |  |
|  |             |             | Del Plata   | Del Plata | 0        |          |       |       |  |
|  |             |             |             |           |          |          |       |       |  |
|  |             |             |             |           |          |          |       |       |  |
|  |             |             |             |           |          |          |       |       |  |
|  |             |             |             |           |          |          |       |       |  |

## Copa Campeonato
La Copa Campeonato de División Intermedia fue disputada por el ganador del Campeonato de División Intermedia y por el ganador del Torneo de Reservas de la Primera División.
|  | Banfield | vs. | Boca Juniors (II) |  |  |

|                                       |
|                                       |
| Campeón Boca Juniors (II) 1.er título |